# Johan Robesin
Johan C. Robesin (Oostburg, 24 februari 1942) was partijleider van de regionale ongebonden partij Provinciaal Belang Zeeland (PBZ), opgericht op 11 november 2014. Zowel voor PBZ als de Partij voor Zeeland was hij jarenlang lid van Provinciale Staten Zeeland (PvZ).

## Leven en werk
Robesin was journalist bij diverse regionale en landelijke dagbladen, waaronder BN DeStem en het Algemeen Dagblad. Daarna werd hij (de eerste) voorlichter bij de Gemeente Terneuzen (1971). In een volgende fase in zijn carrière was hij communicatieadviseur en eigenaar van het full-service bureau Trend Communicatie. Robesin werd in 2007 gekozen tot lid van Provinciale Staten van Zeeland. Toen nog voor de Partij voor Zeeland, waarvan hij in 1998 mede-oprichter was.
Robesin kwam als provinciaal politicus vooral in de schijnwerpers te staan toen hij bij de Eerste Kamerverkiezingen in 2011 bekendmaakte niet te zullen stemmen op de Onafhankelijke Senaatsfractie (OSF), maar in plaats daarvan op een coalitie- of gedoogpartij. Dit deed hij vanuit de verwachting, dat de samenwerking van de OSF met de 50PLUS-partij van Jan Nagel slecht voor de OSF zou aflopen. Hij dacht bovendien, dat de vertegenwoordigers van de coalitie meer voor Zeeuwse belangen (zoals het tegenhouden van ontpolderen) zouden opkomen dan de vertegenwoordiger van de OSF in de Eerste Kamer, 50PLUS'er Kees de Lange. Hij vond dat "een onmogelijke constructie". Op 8 augustus 2011 vertelde Robesin op NPO Radio 1 dat vooral door zijn invloed in het regeer- en gedoogakkoord was opgenomen dat de Zeeuwse Hedwigepolder niet onder water zou worden gezet. Premier Mark Rutte had hem persoonlijk toegezegd, dat "hij zich tot het uiterste zou inspannen om dat te voorkomen". Zijn "Torentje-bezoek" en een Kamerdebat over zijn ontmoeting met Rutte was lange tijd landelijk nieuws.